# Raiffeisenbank Thannhausen
Die Raiffeisenbank Thannhausen eG ist eine deutsche Genossenschaftsbank mit Sitz in der bayerischen Stadt Thannhausen im Landkreis Günzburg.

## Geschichte
1892 wurde der erste Darlehenskassenverein in Münsterhausen gegründet. Fünf Jahre später erfolgte die Gründungsversammlung des Darlehenskassenvereins Thannhausen in Thannhausen mit einer Einladung zur Versammlung durch den Geistlichen Rat Jakob Zwiebel. 1934 wurde das vom „Reichsverband der deutschen landwirtschaftlichen Genossenschaften Raiffeisen e.V.“ in Berlin herausgegebene Statut angenommen. Daraufhin erfolgte die Änderung der Firmenbezeichnung in „Spar- und Darlehenskasse“. 1961 kam es zur Verschmelzung der Raiffeisenbank Thannhausen eGmbH mit der Raiffeisenkasse Bayersried-Ursberg eGmbH mit dem Sitz in Ursberg und 1968 mit der Raiffeisenkasse Münsterhausen eGmbH.
2001 fusionierte die Raiffeisenbank Thannhausen eG mit der Raiffeisenbank Balzhausen eG mit dem Sitz in Balzhausen mit deren Geschäftsstellen in Aichen und Obergessertshausen.

## Rechtsverhältnisse
Die Raiffeisenbank Thannhausen eG ist im Genossenschaftsregister beim Amtsgericht Memmingen unter GnR 443 eingetragen.

## Organisationsstruktur
Rechtsgrundlagen sind das Genossenschaftsgesetz und die durch die Vertreterversammlung beschlossene Satzung. Organe der Bank sind der Vorstand, der Aufsichtsrat und die Vertreterversammlung.

## Sicherungseinrichtung
Die Raiffeisenbank Thannhausen eG ist der amtlich anerkannten Sicherungseinrichtung des Bundesverbandes der Deutschen Volksbanken und Raiffeisenbanken GmbH und der zusätzlichen freiwilligen Sicherungseinrichtung des Bundesverbandes der Deutschen Volksbanken und Raiffeisenbanken e.V. angeschlossen.

## Geschäftsausrichtung
Die Raiffeisenbank Thannhausen eG betreibt das Universalbankgeschäft. Im Verbundgeschäft arbeitet sie mit der DZ Bank, R+V Versicherung, Bausparkasse Schwäbisch Hall, Teambank, VR Leasing, DZ Hyp und der Union Investment zusammen.

## Geschäftsgebiet
Das Geschäftsgebiet liegt im Südosten des Landkreises Günzburg.
An diesen Orten betreibt die Bank Filialen:
- Thannhausen (Hauptstelle, jur. Sitz)
- Balzhausen (Geschäftsstelle)
- Münsterhausen (Geschäftsstelle)
- Ursberg (Geschäftsstelle)